# Hargantoro
Hargantoro is een bestuurslaag in het regentschap Wonogiri van de provincie Midden-Java, Indonesië. Hargantoro telt 4331 inwoners (volkstelling 2010).